# Archoleptoneta schusteri
Archoleptoneta schusteri là một loài nhện trong họ Leptonetidae.
Loài này thuộc chi Archoleptoneta. Archoleptoneta schusteri được Willis J. Gertsch miêu tả năm 1974.